# Mercedes Marina
Mercedes Marina (Benavides de Órbigo, 3 de octubre de 1936–Zaragoza, 11 de septiembre de 1990) fue una historiadora y crítica de arte periodística española, especializada en fotografía.

## Trayectoria
Estudió Filosofía y Letras en la Universidad Complutense de Madrid (UCM). Posteriormente, realizó el doctorado de Historia del Arte en la Universidad de Zaragoza. 
Su trabajo crítico se centró en la sección de arte de Heraldo de Aragón. En lo que respecta al enfoque metodológico de sus críticas de arte, compaginaba el planteamiento historicista con su interés recurrente en todo lo relacionado con la iconografía hasta llega a apuntar notas psicologistas buscando las razones de fondo de las obras.
La estructura de sus críticas estaba constituida por un encabezamiento reflexivo sobre algún punto teórico del arte par introducir al artista y su obra, continuando con una descripción del montaje y aspectos formales de la obra, el estudio de la simbología y/o el proceso creativo subyacente, para finalizar con la valoración personal.
Miembro de la Asociación Española y Aragonesa de Críticos de Arte. 
Crítica de arte en el Heraldo de Aragón entre 1982 y 1990. Su primer artículo se publica el 25 de abril de 1982, pero hasta el 10 de abril de 1983 no aparece su nombre completo en los créditos, escondiéndose bajo las siglas «M.M.» . Su último artículo se publica el 7 de junio de 1990. Durante ese periodo de ocho años firma un total de doscientas ochenta y una críticas. Francisco Javier Lázaro Sebastián, analiza parte de estas críticas en el artículo: Mercedes Marina. Un lustro de crítica fotográfica de la galería Spectrum de Zaragoza (1982-1987).
Marina realiza crítica de pintura, dibujo, grabado, escultura, etc. pero se especializa en fotografía, lo que motivó que la Real Sociedad Fotográfica de Zaragoza crease, en 2007, el Trofeo fotográfico anual Mercedes Marina.

## Reconocimientos
Tras fallecer, un número considerable de fotógrafos participan en una exposición en el Museo Provincial de Zaragoza, homenaje a su tarea como crítica muy interesada por la fotografía. El catálogo se imprime el 18 de abril de 1991.
En 2007, la Real Sociedad Fotográfica de Zaragoza crea el Trofeo Mercedes Marina que, cada año, premia la mejor exposición fotográfica.

## Obra
- 1991 – Fotografía aragonesa en los 80 -  Sociedad Fotográfica. Zaragoza. Dep. Legal: Z. 832-1991. Estudio, catalogación y notas de Mercedes Marina.[8]